# Pietro Saraceno
Pietro Saraceno (Pisa, 27 settembre 1940 – Lecco, 11 dicembre 1998) è stato uno storico italiano, specialista di storia della magistratura.

## Biografia
Era figlio del magistrato Pasquale Saraceno, ucciso nel 1944 all'ingresso del Palazzo della Corte d'appello di Firenze da un franco tiratore fascista.. 

Pietro Saraceno si laureò in giurisprudenza presso l'Università di Firenze. Fu assistente di storia del diritto italiano presso lo stesso ateneo e presso la Facoltà di lettere e filosofia dell'Università d Roma. Successivamente professore incaricato di storia del diritto italiano moderno e contemporaneo nella Facoltà di scienze politiche dell'Università di Padova e di sociologia e storia delle istituzioni nella Scuola di perfezionamento nelle scienze morali e sociali dell'Università di Roma. Fu quindi assistente ordinario presso la cattedra di storia dell'amministrazione dello Stato italiano nella Scuola speciale per archivisti e bibliotecari dell'Università di Roma e successivamente professore associato.

È stato allievo di Paolo Ungari e Carlo Ghisalberti. Tra gli studiosi a lui più vicini si possono citare Gian Carlo Jocteau, Steven C. Hughes, Carlo Guarnieri, Guido Melis, Guido Neppi Modona, Nicola Tranfaglia.
È stato membro del "Centre d'histoire judiciaire Archiviato il 3 giugno 2013 in Internet Archive." dell'Università di Lille e socio fondatore e membro del Comitato direttivo della Società per gli studi di storia delle istituzioni.

Pietro Saraceno era sposato con Luisa Gioia Giorgieri, figlia del generale Licio Giorgieri deceduta il 13 maggio 1994.

Nel 2000 la Società per gli studi di storia delle istituzioni ha istituito il "Premio Pietro Saraceno" per una tesi di laurea sulla storia della magistratura nell'Italia unita.

## Lo studio della magistratura attraverso i magistrati
Nel suo saggio più importante, Alta magistratura e classe politica dalla integrazione alla separazione (1979), Saraceno, con ricchezza di dati, utilizzò il metodo prosopografico per studiare le carriere e le personalità dei magistrati italiani e pose le basi per un'interpretazione che metteva in risalto l' "osmosi" tra politica e alta magistratura, almeno fino all'età giolittiana. 

Saraceno era convinto che la storia della magistratura non si potesse fare solo attraverso le norme, la giurisprudenza, le circolari o gli atti parlamentari, ma soprattutto attraverso la storia degli uomini che ne facevano parte, abbandonando le pregiudiziali ideologiche e collocando nei diversi contesti storici e istituzionali il modello astratto della separazione tra i poteri. Per fare ciò utilizzò per la prima volta in modo sistematico il fondo archivistico dei fascicoli personali dei magistrati versati dal Ministero di grazia e giustizia presso l'Archivio centrale dello stato (tre versamenti principali: 1860-1905; 1905-1935; 1935-1949). 

Saraceno riteneva che dai fascicoli personali si potessero estrarre i dati che posti in serie avrebbero consentito di evidenziare il susseguirsi delle diverse generazioni di magistrati e far emergere le carriere delle figure più rappresentative e più emblematiche.
Tutto il suo impegno storiografico e l'assiduo lavoro di raccolta di dati e documenti è stato finalizzato alla costruzione di una "biografia collettiva" della magistratura italiana.

## Per una storia della magistratura italiana
Secondo tale impostazione, Saraceno immaginò una storia generale della magistratura italiana di cui poté portare a compimento solo il primo volume: Le origini: la magistratura del Regno di Sardegna (1993). Il primo impianto di questo progetto prevedeva una ripartizione basata sulle varie fasi della storia italiana (il Regno di Sardegna, l'Italia liberale, il fascismo, la repubblica) e la collaborazione di Fernando Venturini, Guido Neppi Modona, Nicola Tranfaglia. Negli ultimi mesi prima della sua scomparsa aveva predisposto una nuova periodizzazione dell'opera che, secondo la testimonianza di Guido Neppi Modona, valorizzava le due grandi cesure della storia giudiziaria italiana: "a fine Ottocento, con l'esaurirsi degli alti magistrati di estrazione politico-risorgimentale e la loro sostituzione con un ceto giudiziario di estrazione tecnico-burocratica,e, poi, nel corso degli anni Settanta di questo secolo, quando si esaurisce la generazione dei magistrati che si erano formati e avevano fatto carriera durante il regime fascista" fino a giungere ad una divisione in quattro periodi: Gli anni della magistratura forte (1861-1900), Gli anni della magistratura debole (1900-1945), La grande guerra d'indipendenza (1945-1970), La magistratura nell'Italia di oggi (1970-1995).

## La biblioteca e l'archivio
Pietro Saraceno nel corso dei suoi studi costruì una biblioteca di dimensioni ragguardevoli ed un archivio informatizzato di dati biografici sui magistrati italiani. 

La biblioteca era frutto di un preciso progetto e di una raccolta sistematica di libri sulla storia della magistratura come ceto professionale e come parte della classe dirigente italiana.
Una descrizione della biblioteca fu data dallo stesso Pietro Saraceno al momento dell'Istituzione dell'Istituto intitolato alla memoria della moglie Luisa Giorgieri Saraceno. 

Per disposizione di Pietro Saraceno e con l'aiuto di Steven C. Hughes, l'intera biblioteca è stata donata ad una istituzione culturale degli Stati Uniti e precisamente al John D. Calandra Italian American Institute (25 West 43rd st. Suite 1000 New York, New York, 10036) che fa parte del Queens College della City University of New York. Il responsabile dell'Istituto all'epoca della donazione era il prof. Philip Cannistraro. Della collezione è disponibile un catalogo online Archiviato il 20 aprile 2014 in Internet Archive.. Tra il 15 novembre e il 31 dicembre 2004 alcuni volumi della Pietro and Luisa Saraceno Collection sono stati esposti in una mostra Archiviato il 20 dicembre 2015 in Internet Archive. presso l'Italian American Museum di New York.

Alla sua morte, Saraceno lasciò anche un ricco archivio informatizzato di dati relativi alle biografie e alle carriere degli alti magistrati italiani. Tale banca dati è stata depositata presso l'Archivio centrale dello Stato.
Nel Progetto di ricerca di interesse nazionale del 2006 denominato "Magistratura e politica nello Stato moderno e contemporaneo. Origini e sviluppi storici del conflitto tra potere politico e potere giurisdizionale" coordinato dal prof. Guido Melis, uno degli obiettivi è stato "il completamento, l'integrazione (sulla base dei fascicoli personali) e la messa in linea della banca dati informatizzata iniziata dal prof. Pietro Saraceno relativa alle carriere dei magistrati italiani dopo l'unità e sino al 1970". Tale banca dati sarà intitolata a Pietro Saraceno.

## Opere
- L'amministrazione delle colonie genovesi nell'area del Mar Nero dal 1261 al 1453, "Rivista di storia del diritto italiano", 42-43 (1969-1970), p. 177-266
- Alta magistratura e classe politica dalla integrazione alla separazione. Linee di una analisi socio-politica del personale dell'alta magistratura italiana dall'unità al fascismo, Roma, Ed. dell'Ateneo e Bizzarri, 1979
- Vita e carriera del pretore Rodolfo Fischer (1865-1904) ricostruite sulle carte del suo fascicolo personale, "Annali dell scuola speciale per archivisti e bibliotecari dell'Università di Roma, 19-20 (1979-1980), p. 241-282
- Le statistiche giudiziarie italiane. Saggio bibliografico, “Clio”, 1984, n. 1, pp. 133 ss.
- I magistrati italiani dall'unità al fascismo: studi biografici e prosopografici, a cura di Pietro Saraceno, Roma, Cacucci, 1988
- Il rinnovamento del personale giudiziario negli anni dell'unificazione nazionale: i presidenti di tribunale e i procuratori del re, in: I magistrati italiani dall'unità al fascismo: studi biografici e prosopografici, a cura di Pietro Saraceno, Roma, Carucci, 1988, p. 13-69
- Retribuzioni e condizioni economiche dei magistrati italiani dall'unità alla grande guerra, in: I magistrati italiani dall'unità al fascismo: studi biografici e prosopografici, a cura di Pietro Saraceno, Roma, Carucci, 1988, p. 241-256
- La magistratura coloniale italiana 1886-1942, in: Magistrats au temps des colonies, Lille, Centre d'histoire judiciaire, 1988, p. 147-162, ripubblicato in: I magistrati italiani dall'unità al fascismo: studi biografici e prosopografici, a cura di Pietro Saraceno, Roma, Carucci, 1988, p. 225-240
- Le statistiche giudiziarie italiane, in: I magistrati italiani dall'unità al fascismo: studi biografici e prosopografici, a cura di Pietro Saraceno, Roma, Carucci, 1988, p. 257-269
- Parlamento e magistratura tra Siccardi e Rattazzi, in: Il Parlamento italiano, 1861-1988, Vol. 1: 1861-1865: l'unificazione italiana da Cavour a La Marmora, Milano, Nuova CEI, 1988, p. 67-68
- Governo, Parlamento e Magistratura tra Destra e Sinistra, in: Il Parlamento italiano, 1861-1988, Vol. 5: 1877-1887: la Sinistra al potere: da Depretis a Crispi, Milano, Nuova CEI informatica, 1989, p. 152-153
- Diego Tajani, in: Il Parlamento italiano, 1861-1988, Vol. 5: 1877-1887: la Sinistra al potere: da Depretis a Crispi, Milano, Nuova CEI informatica, 1989, p. 391-392
- La magistratura nelle riforme Zanardelli, in: Il Parlamento italiano, 1861-1988, Vol. 6: 1888-1901): Crispi e la crisi di fine secolo, Milano, Nuova CEI, 1989, p. 179-180
- L'autonomia della magistratura in età giolittiana, in: Il Parlamento italiano, 1861-1988, Vol. 8: 1909-1914: da Giolitti a Salandra, Milano, Nuova CEI, 1990, p. 49-50
- Magistratura e fascismo, in: Il Parlamento italiano, 1861-1988, Vol. 12.1, Il regime fascista: dalla conciliazione alle leggi razziali, Milano, Nuova CEI, 1990, p. 301-302
- Breve storia della magistratura italiana dall'Unità al fascismo, Roma, Luiss, 1991, 71 p. (Dispense del Corso di Storia delle istituzioni politiche del Prof. Carlo Raffaele Ricotti).
- Storia della magistratura italiana. Le origini: la magistratura del Regno di Sardegna, Roma, Università di Roma "La Sapienza", Scuola speciale per archivisti e bibliotecari, 1993
- Le “epurazioni” della magistratura in Italia. Dal Regno di Sardegna alla repubblica: 1848-1951, “Clio”, 1993, pp. 519 ss.
- Il reclutamento dei magistrati italiani dall'unità al 1890, in: Università e professioni giuridiche in Europa nell'età liberale, a cura di Aldo Mazzacane e Cristina Vano, Napoli, Jovene, 1994, p. 539-588
- Giudici, in: Dizionario storico dell'Italia unita, a cura di B. Bongiovanni e N. Tranfaglia, Roma-Bari, Laterza, 1996, pp. 389 ss.
- I magistrati savoiardi del 1860 nel giudizio del procuratore generale Millevoye, “Clio”, 34 (1998), n. 1, p. 55-80
- Bibliografia di storia della magistratura in età contemporanea, Roma, Istituto Luisa Giorgeri Saraceno, 1998
- I magistrati italiani tra fascismo e repubblica: brevi considerazioni su un'epurazione necessaria ma impossibile, “Clio”, 1999, n. 1, p. 65-109
- Aquarone storico delle istituzioni, ovvero il senso della misura, in: Alla ricerca dell'età liberale: ricordo di Alberto Aquarone: atti del convegno, Roma, 22-23 maggio 1995, a cura di Sandro Notari, Milano, Giuffrè, 1999, p. 4-12